# Catton, East Riding of Yorkshire
Catton är en civil parish i Storbritannien.   Den ligger i kommunen East Riding of Yorkshire och riksdelen England, i den centrala delen av landet, 280 km norr om huvudstaden London.